# Karl Allan Westman
Karl Allan Westman (i riksdagen kallad Westman i Broby), född 5 mars 1883 i Linköping, död 18 oktober 1948 i Skeppsås församling, Östergötlands län, var en svensk lantbrukare och  riksdagspolitiker för Bondeförbundet.
Westman var ledamot av riksdagens andra kammare 1918-1928 och från 1933, invald i Östergötlands läns valkrets. I riksdagen skrev han 29 egna motioner, om jordbruk och om konstitutionella frågor tex ämbetsmäns valbarhet till riksdagen.
Han var bror till Karl Gustaf och Karl Ivan Westman.